# VLT de Cuiabá
O VLT de Cuiabá foi um sistema de veículo leve sobre trilhos que seria implantado na região Metropolitana de Cuiabá, no estado de Mato Grosso. Suspensa em 2015 pelo Governo do Estado de Mato Grosso, em 2022 foi substituído para implantação do BRT Cuiabá.
O sistema VLT (Veículo Leve sobre Trilhos) teria 22,2 km de extensão e  32 estações dividido em duas linhas a um custo estimado em 1,4 bilhão de reais, sendo a primeira linha seria implantada ligando o Centro Político Administrativo (CPA), em Cuiabá ao Aeroporto Internacional de Cuiabá, em Várzea Grande, já a segunda linha ligaria a Região do Coxipó ao Centro Sul, ambas em Cuiabá.

## História
O modelo foi apresentado pelo Governo do Estado como alternativa para melhorar a mobilidade urbana na Região Metropolitana, durante e após a Copa do Mundo FIFA de 2014.
O início das obras se deu em 2012, mas por determinação da justiça as obras foram interrompidas em 2015,
por suspeita de fraudes licitatórias.
Há estudos indicando uma possível inviabilidade do projeto.
Em maio de 2021 o Conselho Deliberativo Metropolitano do Vale do Rio Cuiabá (Codem) aprovou a troca do sistema VLT para o sistema BRT (Bus Rapid Transit). A Prefeitura de Cuiabá, no entanto, foi contra a conclusão das obras no modelo BRT e tentou realizar um Plebiscito para que a população decida qual modelo deve ser adotado.
Em dezembro de 2022, o canteiro do VLT começou a ser desmontado pelo Governo de Mato Grosso, pra dar lugar as obras do BRT. Mesmo com a oposição da Prefeitura de Cuiabá, eles não conseguiram impedir a desmontagem dos trilhos.
Em 2024, o governo do Estado da Bahia adquiriu 40 trens do VLT do Mato Grosso, para uso em Salvador e sua região metropolitana.

## Dados do VLT
O VLT cuiabano prevê um sistema com 40 composições CAF Urbos de 44 metros cada. Cada uma destas composições comporta até 71 passageiros sentados. Com uma composição em tráfego por estação no intervalo de 3 minutos, nos horários de pico, haverá uma demanda de até 8 mil passageiros. Cada uma das estações deverá receber um módulo de integração com o transporte coletivo tradicional (ônibus).
A tarifa prevista, segundo o governo, é de R$ 1,75 a custo atualizado em setembro de 2012. Estudos preliminares divulgados em 2015, no entanto, indicavam uma tarifa entre R$ 6 e R$ 10.
Conforme a equipe técnica da Secopa, o VLT conviverá com o trânsito em uma via prioritária, mas deverá respeitar a sinalização, senão irá tomar multas. O novo sistema prevê a instalação de sinalizadores para sincronia com o tráfego normal de veículos. Assim, o VLT terá a prioridade de tempo nos semáforos. Um sistema matemático calculará o tempo para as composições alternarem velocidade e executarem cruzamento de vias sem a necessidade de parada.

## Tabela do sistema
| Linha | Terminais       | Extensão (km) | Estações | Duração das viagens (min) | Funcionamento |
| ----- | --------------- | ------------- | -------- | ------------------------- | ------------- |
| 1     | Aeroporto ↔ CPA | 15            | 22       | ------                    | Cancelado     |
| 2     | Centro ↔ Coxipó | 7,2           | 11       | ------                    | Cancelado     |